# Wizard (album)
Pour les articles homonymes, voir Wizard.
EPs par Especia
Mirage
(10 août 2016)
Albums par Especia
Carta
(28 février 2016)
Singles
1. Danger
Sortie : 7 décembre 2016

Wizard est un album compilation du groupe japonais Especia sorti en mars 2017, mois de la séparation du groupe.

## Détails de l'album
L'album compilation sort le 22 mars 2017 sur le label Bermuda Entertainment Japan. Il s'agit du dernier album du groupe sorti avant la séparation de celui-ci et lors de sa tournée Spice Tour 2017. Cet opus n'atteint pas les meilleures places des classements, puisqu'il se hisse à la 219e place du classement hebdomadaire des ventes de l'Oricon et s'y maintient pendant une semaine.
La pochette de l'album illustre un paysage sous un lever ou coucher de soleil avec un ovni dans les airs, sûrement prêt à partir. On peut interpréter cette image comme une métaphore avec la graduation prochaine et départ des membres du groupe.
Il est le premier album complet sans les membres Chika Sannomiya, Chihiro Mise et Monari Wakita retirées en mars 2016 et avec le nouveau membre Mia Nascimiento (d'origine portugaise) intégrée en juin 2016. Il est également le premier album du groupe dont les chansons sont interprétées en japonais ou en anglais, ce dû à l'intégration d'une membre étrangère, ne parlant pas la langue japonaise.
Le groupe (alors composé de Haruka Tominaga, Erika Mori et Mia Nascimiento) a ré-enregistré ses chansons antérieures (originellement chantées par les formations précédentes) sous de nouvelles versions, comme les précédents singles : la chanson Boogie Amora est interprétée en anglais dans cet album (l'originale étant chantée en japonais).
Le seul single inédit de cet album est Danger sorti quelques mois auparavant, en décembre 2016.

## Membres
Membres crédités sur l'album : 
- Haruka Tominaga (leader)
- Erika Mori
- Mia Nascimiento

## Liste des titres
| 1.  | Knight Rider (ナイトライダー)                    | version ré-enregistrée de la chanson du 1er EP Dulce                                        | 5:17 |
| 2.  | Umibe no Satie (海辺のサティ)                    | version ré-enregistrée de la chanson face B du single Midnight Confusion                    | 6:49 |
| 3.  | Adventure wa Gin-iro ni (アバンチュールは銀色に) | version ré-enregistrée de la chanson co-face A du single Ya Me Te! / Adventure wa Giniro ni | 3:49 |
| 4.  | No.1 Sweeper                                     | version ré-enregistrée de la chanson du 1er album Gusto                                     | 5:45 |
| 5.  | FOOLISH                                          | version ré-enregistrée de la chanson du 1er album                                           | 5:12 |
| 6.  | Boogie Aroma                                     | version anglaise de la chanson co-face A du 3e single Aviator / Boogie Aroma                | 5:07 |
| 7.  | Savior                                           | chanson du 4e EP Mirage                                                                     | 4:14 |
| 8.  | Nothing                                          | chanson du 4e EP                                                                            | 4:15 |
| 9.  | Danger                                           | 4e single                                                                                   | 4:20 |
| 10. | Ternary                                          | nouvelle chanson                                                                            | 3:45 |
| 11. | John's Rod                                       | nouvelle chanson                                                                            | 5:04 |
| 12. | Just Go                                          | nouvelle chanson                                                                            | 3:45 |
| 13. | Call me back                                     | nouvelle chanson                                                                            | 5:09 |
| 14. | Savior (Remix)                                   | version remixée de la chanson du 4e EP                                                      | 3:55 |
| 15. | Nothing (Remix)                                  | version remixée de la chanson du 4e EP                                                      | 5:38 |